# Tomás Gracián Dantisco
Tomás Gracián Dantisco (Valladolid, 1558 - Madrid, 1621) fue escritor, secretario de lenguas de Felipe III. Se le debe un Arte de escribir cartas familiares (Madrid, 1589) y perteneció a una importante familia de funcionarios, humanistas e intelectuales, entre los cuales se encuentran Juan Dantisco, Diego Gracián de Alderete, y sus hermanos Lucas, Jerónimo y Antonio.   
Nació por parte de madre y de padre dentro de una familia relacionada con las corrientes humanistas europeas. Su madre Juana Dantisco de Curiis fue hija del humanista y embajador polaco Juan Dantisco; su padre el secretario y traductor Diego Gracián de Alderete fue alumno de Juan Luis Vives en Lovaina. Informa Cayetano La Barrera de que "[e]n el año 1584 sucedió a su padre en la Secretaría de Interpretación de Lenguas y cifra del rey Felipe II. Fue también notario apostólico y de los reinos, y consta que aún vivía en fines de Junio de 1619”  (pp. 326-327). No solo su padre y abuelo se encontraban involucrados en los entornos intelectuales y literarios de la época. Tomás mismo "ejerció por mucho tiempo el cargo de censor de comedias y libros. Erudito arqueólogo, historiador y lingüista, y muy entendido en las artes liberales, no dio, sin embargo, al público otra obra de su pluma que un Arte de escribir cartas familiares (Madrid, 1589)" (La Barrera, pp. 326-327). Asimismo, dentro de La Galatea de Miguel de Cervantes es el ingenio número 34 del Canto de Calíope. Formó parte del entorno intelectual que comulgaba con el proyecto lingüístico que se propone en La Galatea, en especial en el preliminar a los "Curiosos lectores". Varios de sus hermanos fueron muy activos en los debates intelectuales de la época. Su hermano, Lucas Gracián Dantisco firmó la aprobación de La Galatea, y publicó el Galateo español. Su hermano Jerónimo Gracián Dantisco también publicó varias obras. Respecto a otro de sus hermanos llamado Antonio Gracián Dantisco, Fritzmaurice Kelly, nos da noticia de una traducción de un tratado de Hero de Alejandría.
De su labor como censor se han contabilizado en casi setenta obras (Marín Cepeda, pp. 707).  

### Obras
Gracián Dantisco, Tomás. Arte de escribir cartas familiares (Madrid, 1589).